# Miss Guinée équatoriale
Pour les articles homonymes, voir Miss.
Miss Guinée équatoriale est un concours de beauté féminine, destiné aux jeunes femmes habitantes et de nationalité guinéo-équatoriennes.
La sélection permet de représenter le pays au concours de Miss Univers.